# Kleiner Muntanitz
Der Kleine Muntanitz ist ein 3192 m ü. A. hoher Berggipfel der Granatspitzgruppe in Osttirol.

## Lage
Der Kleine Muntanitz liegt im Süden der Granatspitzgruppe in der Kernzone des Nationalparks Hohe Tauern im Norden der Gemeinde Matrei in Osttirol bzw. des Bezirks Lienz. Er befindet sich zwischen den Wellachköpfen (3037 m ü. A.) im Süden und dem Großen Muntanitz (3232 m ü. A.) im Norden, wobei zwischen Kleinem und Großem Muntanitz der Kampl (3129 m ü. A.) liegt. Südöstlich erstreckt sich zwischen Kleinem Muntanitz, Großem Muntanitz und Muntanitzpalfen das Gradötzkees. Nordwestlich befindet sich das Muntanitzkees. Nächstgelegenes Tal ist das östlich gelegene Kalser Dorfertal.

## Aufstiegsmöglichkeiten
Der Normalweg auf den Kleinen Muntanitz nimmt seinen Ausgang bei der Sudetendeutschen Hütte. Von der Hütte steigt man zunächst nach Norden über den Karl-Schöttner-Weg zu den Wellachköpfen auf und überquert dabei drei der vier Wellachköpfe. Den hornartigen Kleinen Muntanitz erreicht man in der Folge vom Nördlichsten Wellachkopf nach kurzem Aufstieg. Eine Aufstiegsmöglichkeit besteht auch vom Kalser Dorfertal über den Gradötzkees, von wo man in kurzem Anstieg auf den Kleinen Muntanitz ansteigen kann. Diesen Südanstieg nützten die Erstbesteiger des Großen Muntanitz A. v. Schmid und Th. Groder, um am 2. September 1891 über den Gradötzkees und den Kleinen Muntanitz auf den Großen Muntanitz aufzusteigen. Der Südanstieg wurde jedoch nach dem Bau der Sudetendeutschen Hütte ungebräuchlich.

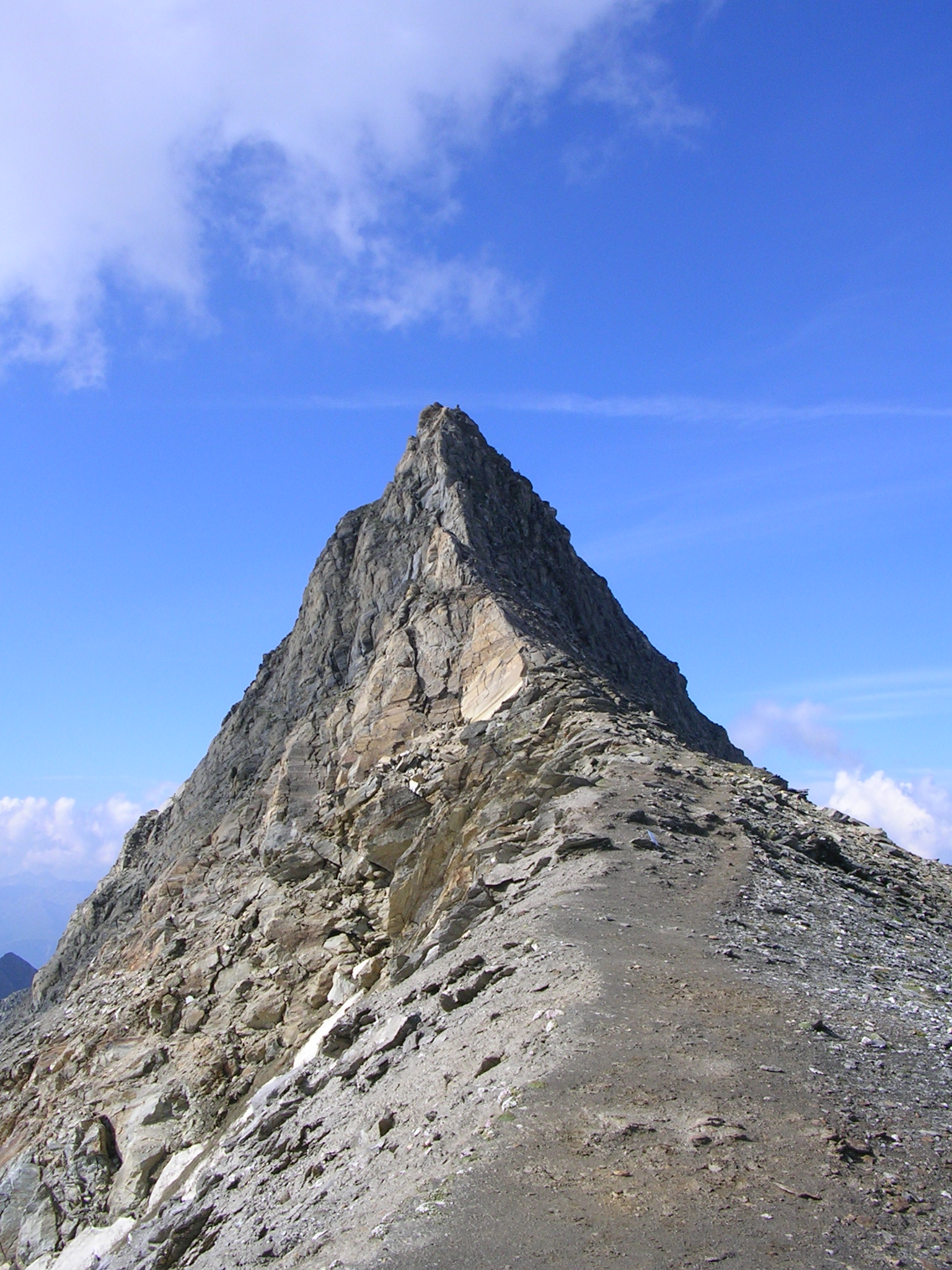
NW-Grat